# 악셀 파울센

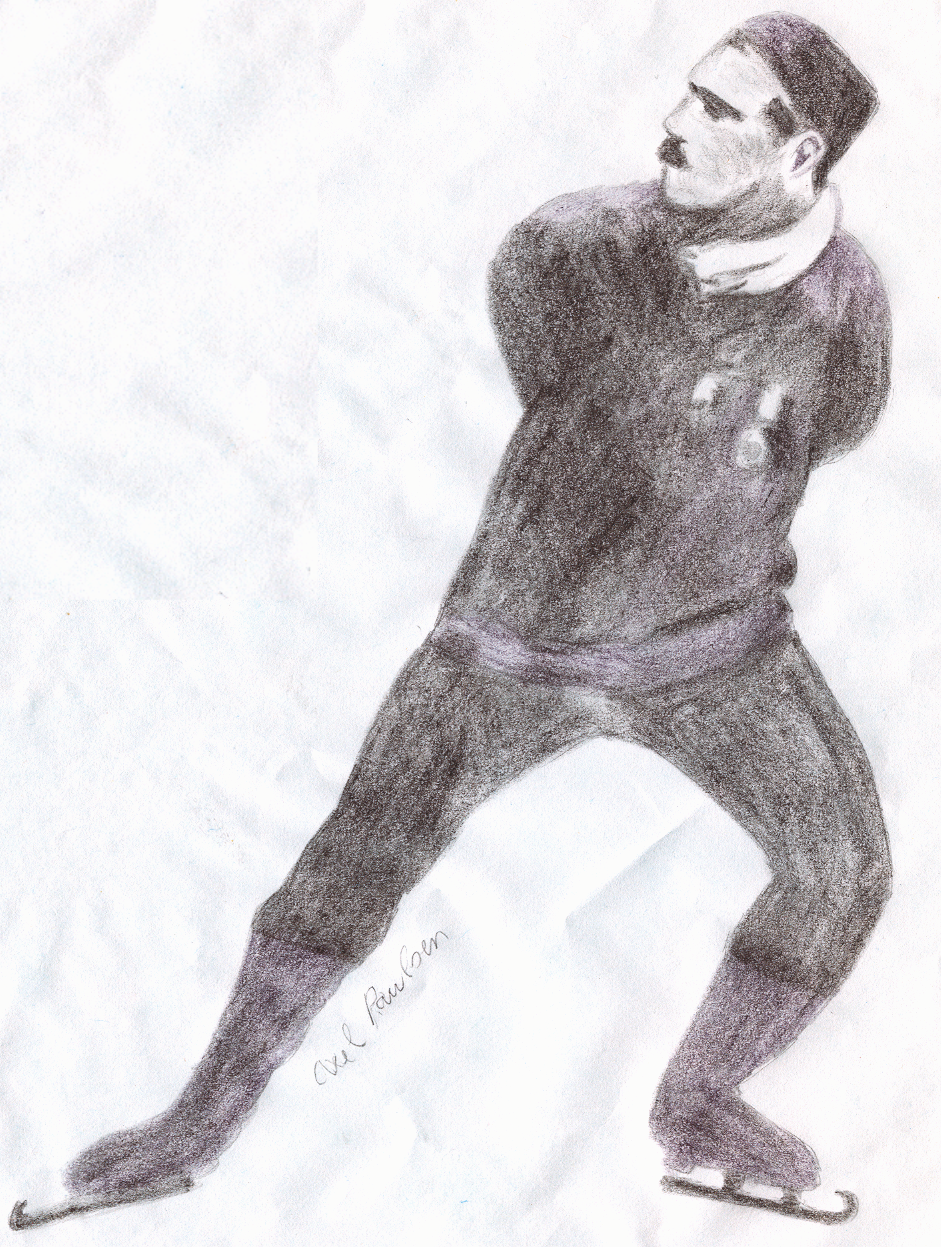
악셀 파울센

악셀 파울센(노르웨이어: Axel Paulsen, 1855년 ~ 1938년)은 노르웨이의 피겨 스케이팅 선수이자 스피드 스케이팅 선수였다. 그는 피겨 스케이팅의 악셀 점프를 고안한 사람이다.

## 선수 경력
파울센이 1882년에 비엔나에서 열린 세계 선수권 대회에서 악셀 점프를 처음으로 실시했다. 1883년 겨울에 파울센은 스케이팅 시리즈의 이벤트에 참여하는 북아메리카로 갔다.
1883년 2월 8일에 경주는 워싱턴 공원, 브루클린, 뉴욕에 있는 야외 스케이트장에서 개최되었다. 그는 또한 프로그네르킬렌에서 열린 1885년 스피드 스케이팅 대회에서 이겼다.